# 章古音高勒
章古音高勒，位于中华人民共和国内蒙古自治区中部的一季节性河流，发源于乌兰察布市四子王旗脑木更苏木宝日花嘎查以东的布日格特，蜿蜒向北流经锡林郭勒盟苏尼特右旗额仁淖尔苏木苏吉音准浑迪、准阿其、乌兰沟后汇入乌兰淖尔，出乌兰淖尔后继续向北，经瑙干宝拉格音乌苏、二连浩特市格日勒敖都苏木乌兰孙都拉、巴润贡、杭盖等地后汇入哈日陶伊日木。河长73.6千米，集水面积1360.39平方千米，河道平均比降2.17‰。全河平时均为干河，为季节性河流。
在2021年四子王旗人民政府发布河湖管理范围划定成果的公告中，划定的章古音河在四子王旗境内的管理范围边界线长度为25.3千米（左岸12.59千米，右岸12.71千米），面积1.86平方千米。
在2021年苏尼特右旗公布的主要河湖管理范围成果中，章古音高勒在苏尼特右旗境内河道长度为55925.65米，管理范围左岸划界长度60.45千米，右岸划界长度为57.32千米。。